# ساز قصه‌گو
ساز قصه‌گو نام آلبومی است با صدای محمدرضا شجریان و آهنگسازی و نوازندگی فرامرز پایور در دستگاه سه گاه که به مدت ۶۳ دقیقه و ۵۸ ثانیه عرضه شده‌است. این اثر همراه با کنسرتی به مناسبت بزرگداشت حافظ در دستگاه شور با همکاری محمدرضا شجریان و داریوش پیرنیاکان منتشر شده‌است که در سال ۱۳۶۷ اجرا شده‌است.
این آلبوم توسط شرکت فرهنگی هنری دل آواز به انتشار درآمده است.
قطعهٔ ساز قصه‌گو در این آلبوم در دستگاه سه گاه اجرا شده‌است و شعر آن از جواد آذر است و بقیهٔ اشعار این مجموعه از دیوان حافظ است.

## شرح

### هنرمندان
- خواننده: محمدرضا شجریان
- داریوش پیرنیاکان: سه تار (بخش دوم)
- حسن ناهید: نی
- محمد اسماعیلی: تنبک
- هوشنگ ظریف: تار
- فرامرز پایور: سنتور
- محمد دلنوازی: تار
- مجتبی میرزاده: ویولن
- فرهاد پور: ویولن
- پروین صالح: ویولن آلتو
- پروین شکالور: ویولن آلتو
- حسن منوچهری: بربط

## شعر

### بخش اول

#### ساز و آواز سه گاه
(درآمد سه‌گاه)

آنان که خاک را به نظر کیمیا کنند
آیا بود
آیا بود که گوشه چشمی به ما کنند

(درآمد سه گاه)

دردم نهفته به ز طبیبان مدعی
باشد که از خزانه غیبم دوا کنند
باشد که از خزانه غیبم دوا کنند

(زابل)

چون حسن عاقبت نه به رندی و زاهدی است
آن به که کار خود به عنایت رها کنند
آن به که کار خود به عنایت رها کنند

(زابل)

معشوق چون نقاب ز رخ درنمی‌کشد
هر کس حکایتی به تصور چرا کنند

(مویه)

حالی درون پرده بسی فتنه می‌رود
تا آن زمان که پرده برافتد چه‌ها کنند
تا آن زمان
تا آن زمان که پرده برافتد چه‌ها کنند

(مخالف)

حالی درون پرده بسی فتنه می‌رود
تا آن زمان که پرده برافتد چه‌ها کنند

(مخالف)

پیراهنی که آید از او بوی یوسفم

پیراهنی که آید از او بوی یوسفم
ترسم برادران غیورش قبا کنند

(مخالف با اشاره به مغلوب)

گر سنگ از این حدیث بنالد عجب مدار

گر سنگ از این حدیث بنالد عجب مدار
صاحبدلان حکایت دل خوش‌ادا کنند

(شکسته مویه + جامه‌دران + بازگشت به درآمد)

بگذر به کوی میکده تا زمره حضور
اوقات خود ز بهر تو صرف دعا کنند

#### تصنیف ساز قصه گو
شعر جواد آذر
تا دور چشم مست او، جای می از نای سبو، خون کرده در پیمانه ها
بشنو ز ساز قصه گو، سوز دل من مو به مو، در پرده ی افسانه ها
بشنو ناله درد کز دل خیزد، شاید زین ناله، خونین اشکت بر رخ ریزد
خدا را، کی این شام غم را سحر از پی در نیاید
چه سازم، صبوری ما را، ظفر از پی بر نیاید
تا کی ناله، تا کی مویه، برخیز ای رهنشین،
گامی از کفر و دین نه فراتر
برخیز با خیل مستان، چو می خاموش و جوشان
بنشین با می پرستان، به دور از خودفروشان
مگر از زندگانی، مراد دلستانی
مراد دلستانی، مگر از زندگانی
که گردون به افسون، چو بستیزد نهد از جام جم، افسانه ای در روزگاران
بیا خودکامگی از سر بنه، چون جام می در بزم یاران
در ده ساقی، زان می جامی، تا برگیرد از من خودکامی

### بخش دوم

#### ساز و آواز شور
آواز شور، غزل حافظ
| '(درآمد شور جمله ی اول)                 |                                      |  | حسنت به اتفاق ملاحت جهان گرفت |  |
|                                         | آری به اتفاق جهان می توان گرفت       |  |                               |  |
| (درآمد شور جمله ی دوم)                  |                                      |  |                               |  |
| افشای راز خلوتیان خواست کرد شمع         |                                      |  |                               |  |
|                                         | شکر خدا که سر دلش در زبان گرفت       |  |                               |  |
| (با اشاره به حجاز ورود به ابوعطا)       |                                      |  |                               |  |
| می خواست گل که دم زند از رنگ و بوی دوست |                                      |  |                               |  |
|                                         | از غیرت صبا نفسش در دهان گرفت        |  |                               |  |
| (حجاز)                                  |                                      |  |                               |  |
| زین آتش نهفته که در سینه ی من است       |                                      |  |                               |  |
|                                         | خورشید شعله ایست که در آسمان گرفت    |  |                               |  |
| (حجاز و اوج)                            |                                      |  |                               |  |
| آسوده بر کنار چو پرگار می شدم           |                                      |  |                               |  |
|                                         | دوران چو نقطه عاقبتم در میان گرفت    |  |                               |  |
| (فرود در شور)                           |                                      |  |                               |  |
| آن روز شوق ساغر می خرمنم بسوخت          |                                      |  |                               |  |
|                                         | کاتش ز عکس عارض ساقی در آن گرفت      |  |                               |  |
| (سلمک)                                  |                                      |  |                               |  |
| آسوده بر کنار چو پرگار می شدم           |                                      |  |                               |  |
|                                         | دوران چو نقطه عاقبتم در میان گرفت    |  |                               |  |
| (قرچه)                                  |                                      |  |                               |  |
| خواهم شدن به کوی مغان آستین فشان        |                                      |  |                               |  |
|                                         | زین فتنه ها که دامن آخر زمان گرفت    |  |                               |  |
| (رضوی)                                  |                                      |  |                               |  |
| بر برگ گل به خون شقایق نوشته اند        |                                      |  |                               |  |
|                                         | کان کس که پخته شد می چون ارغوان گرفت |  |                               |  |
| (حسینی)                                 |                                      |  |                               |  |
| فرصت نگر که فتنه چو در عالم اوفتاد      |                                      |  |                               |  |
|                                         | صوفی به جام می زد و از غم کران گرفت  |  |                               |  |
| (سلمک)                                  |                                      |  |                               |  |
| می خور که هر که آخر کار جهان بدید       |                                      |  |                               |  |
|                                         | از غم سبک بر آمد و رطل گران گرفت     |  |                               |  |

#### تصنیف غم با طبیبان
غزل حافظ
| چندان که گفتم غم با طبیبان   |                           |
|                              | درمان نکردند مسکین غریبان |
| آن گل که هر دم در دست بادیست |                           |
|                              | گو شرم بادت از عندلیبان   |
| یا رب امان ده تا بازبیند     |                           |
|                              | چشم محبان روی حبیبان      |
| ای منعم آخر بر خوان وصلت     |                           |
|                              | تا چند باشیم از بی نصیبان |
| ما درد پنهان با یار گفتیم    |                           |
|                              | نتوان نهفتن درد از طبیبان |
| حافظ نگشتی شیدای گیتی        |                           |
|                              | گر می‌شنیدی پند ادیبان     |

## منبع
- جلد اثر